# Bečice (okres Tábor)
Bečice (německy Betschitz) jsou obec v okrese Tábor v Jihočeském kraji. Žije v ní 79 obyvatel. Leží devět kilometrů jihozápadně od Tábora.

## Historie
První písemná zmínka o obci pochází z roku 1283. V tomto čase prodává biskup Tobiáš vesnici s přilehlými pozemky Jindřichovi I. z Rožmberka. Ten připojuje obec s 10 lány polí k Příběnicům. Po zpustošení Příběnic husitskými vojsky (asi v roce 1419), byly Bečice připojeny k hradu Choustníku a posléze v roce 1509 k Želči.
Obec neustále strádala nouzí, takže v roce 1667 zbyly ve vsi dvě chalupy a tyto ještě během času zpustly. Když vesnici koupili v roce 1283 Rožmberkové, bylo ve vsi pět usedlostí s polnostmi a jedna zahradnická usedlost s mlýnem Bejšovec. Do roku 1535 patřil mlýn Vítům ze Rzavého. Potom jej kupuje mlynář Jan Mrzena a připojuje jej k Příběnicům.
V roce 1897 byla na návsi postavena kaplička na místě, kde se, podle pověsti, zjevila v roce 1488, Elišce z Poříčí, Panna Maria s jezulátkem v náručí. Ještě staletí před postavením kapličky se na místo chodili modlit lidé z dalekého okolí. Tvrdilo se totiž, koho Panna Maria na tomto místě vyslyší, dožije se dlouhého věku bez churavění. Někdy začátkem dvacátých let 20. století do vesnice zavítala Hana Benešová (1885–1974).

## Obyvatelstvo
| Rok            | 1869 | 1880 | 1890 | 1900 | 1910 | 1921 | 1930 | 1950 | 1961 | 1970 | 1980 | 1991 | 2001 | 2011 | 2021 |
| -------------- | ---- | ---- | ---- | ---- | ---- | ---- | ---- | ---- | ---- | ---- | ---- | ---- | ---- | ---- | ---- |
| Počet obyvatel | 200  | 216  | 195  | 181  | 193  | 155  | 125  | 123  | 111  | 93   | 69   | 67   | 66   | 70   | 72   |
| Počet domů     | 24   | 27   | 29   | 29   | 31   | 31   | 32   | 41   | 28   | 28   | 23   | 36   | 37   | 40   | 42   |

## Obecní správa
Mezi lety 1850–1889 patřily Bečice jako osada obce k Dobřejicím v okrese Tábor. V letech 1890–1960 byly obcí. V letech 1960–1990 patřily jako část městyse k Malšicím a od 24. listopadu 1990 jsou opět samostatnou obcí, ale Nové Lány již zůstaly součástí Malšic. V letech 1890–1960 k obci patřily Nové Lány.

### Obecní symboly
Znak a vlajka byly obci uděleny rozhodnutím předsedkyně Poslanecké sněmovny Parlamentu České republiky dne 26. května 2011.

## Pamětihodnosti
- Kovárna s rolnickou usedlostí z přelomu 18. a 19. století
- Zděný plot předzahrádky u statku č.p. 11
- Kaplička na návsi
- Bejšovcův mlýn u Lužnice

## Galerie

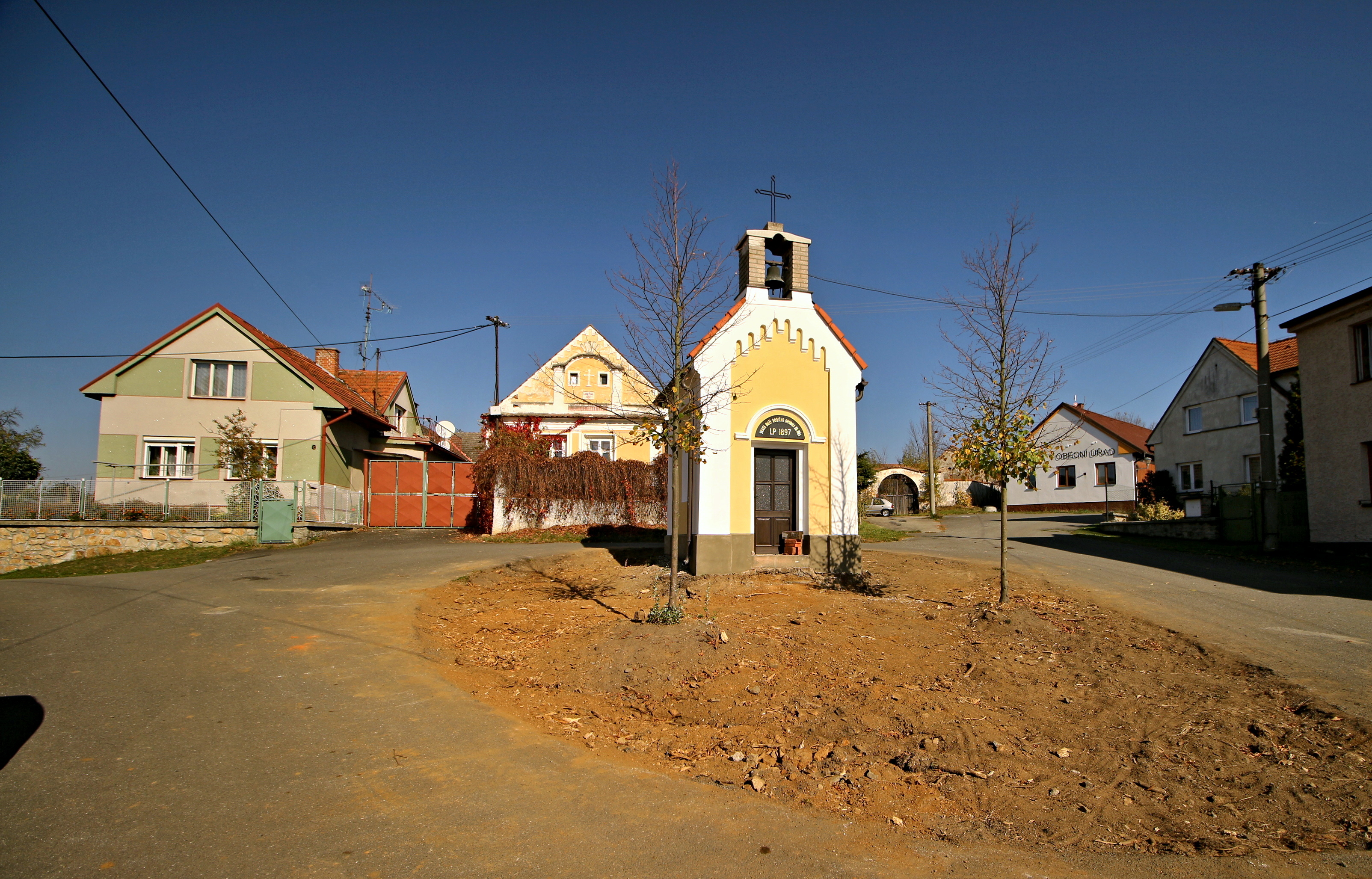
Náves s kapličkou
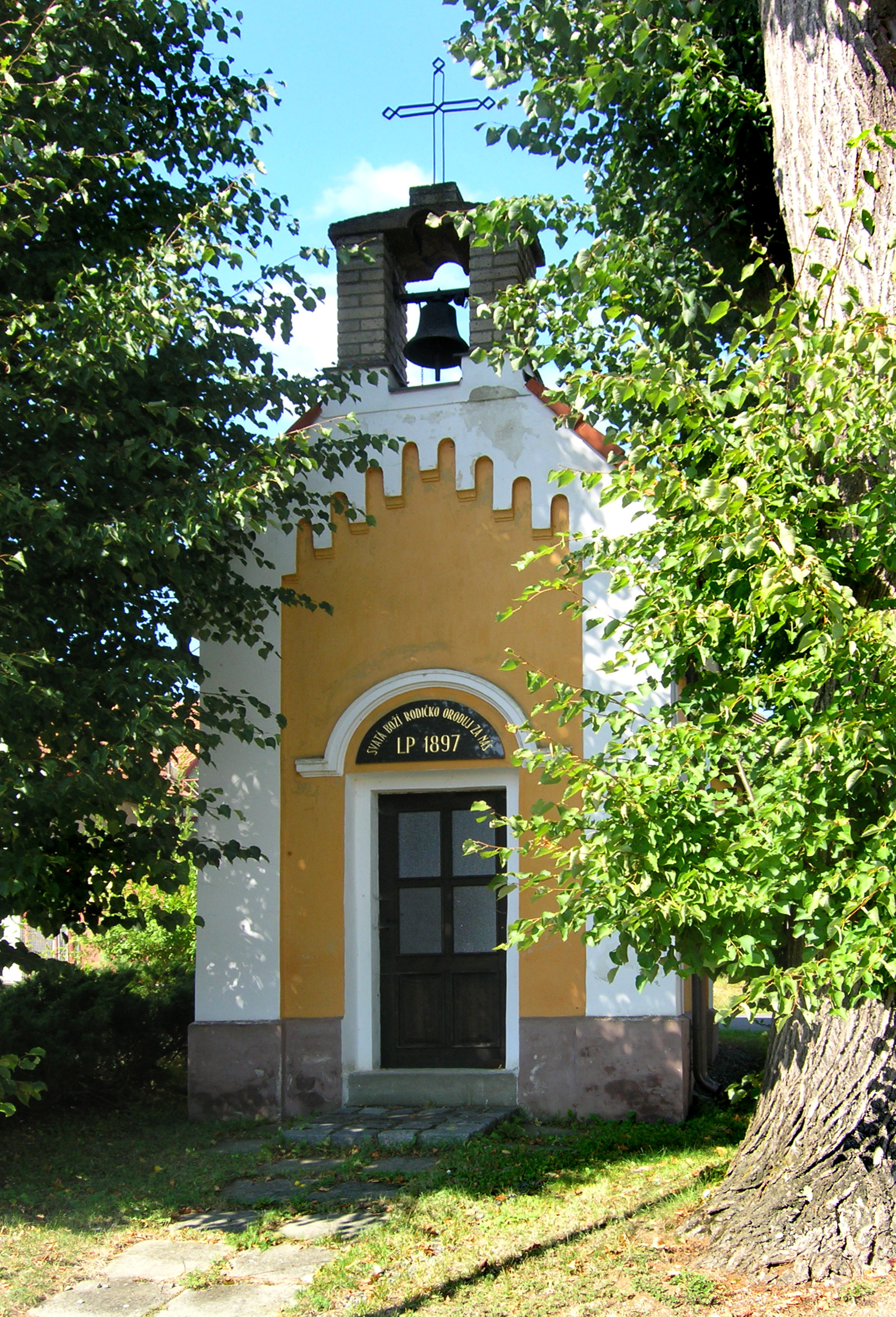
Kaplička na návsi
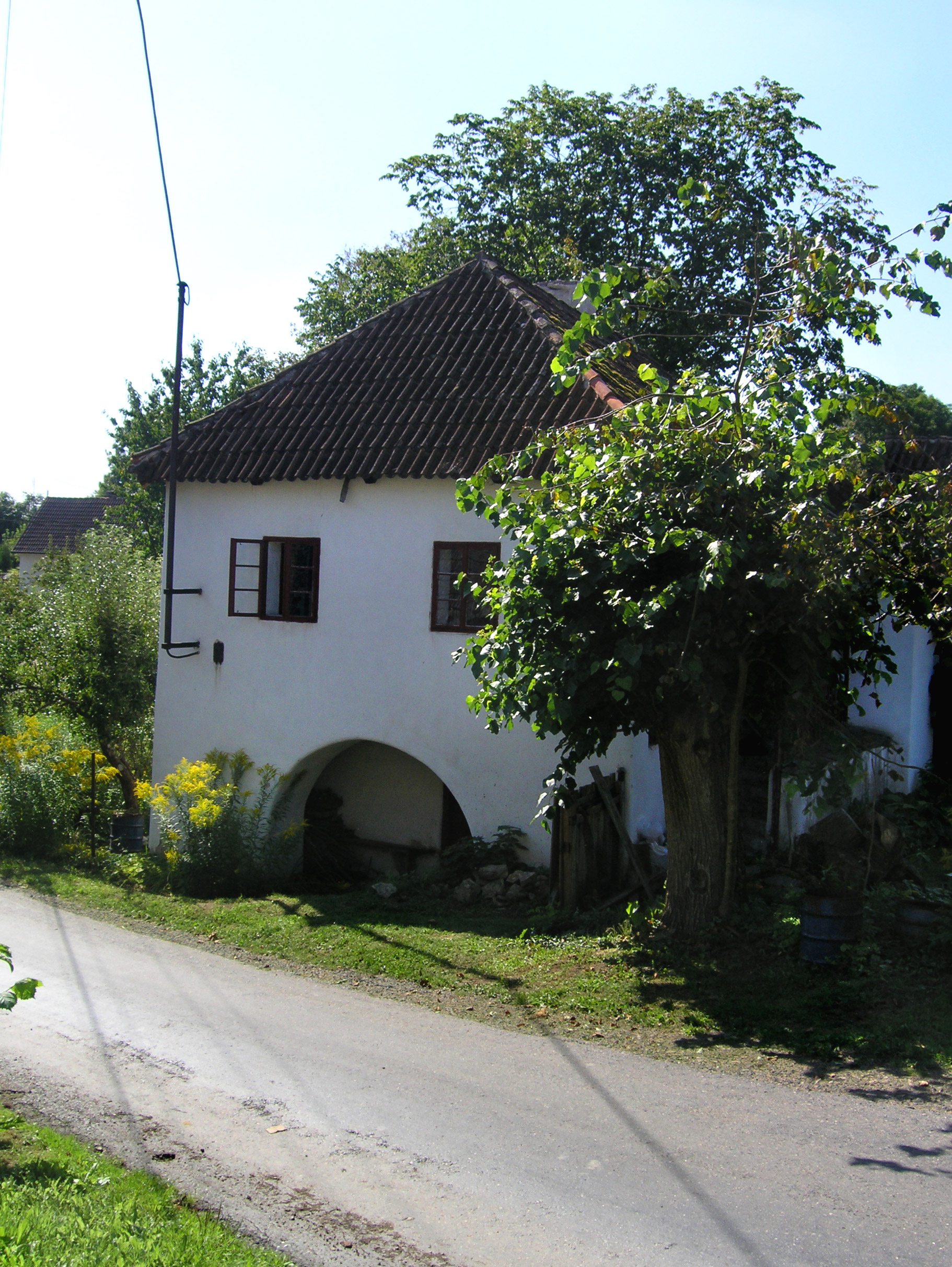
Bývalá kovárna
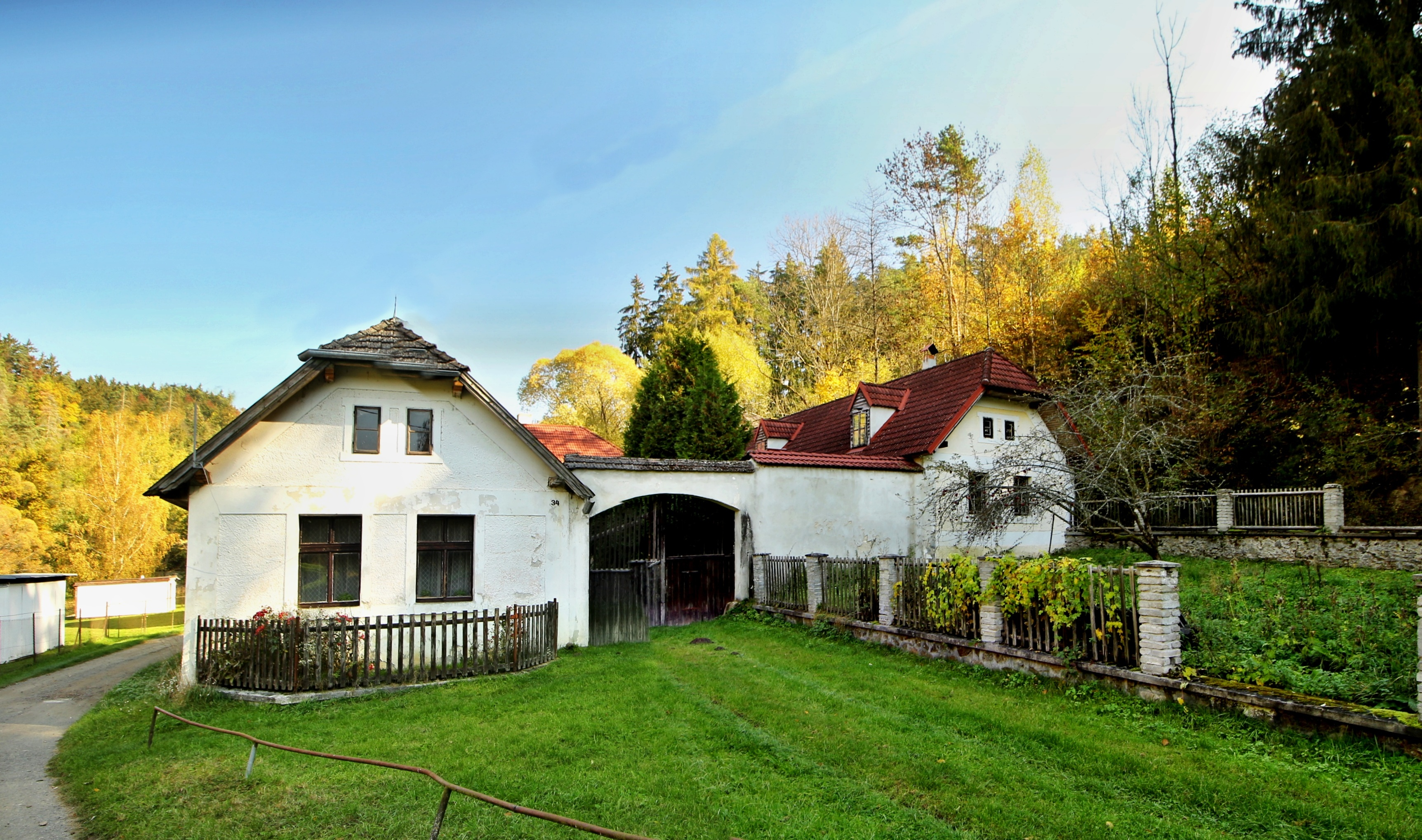
Bejšovcův mlýn na břehu Lužnice